# Gertrude Pritzi
Gertrude 'Trude' Pritzi (Wenen, 15 januari 1920 - 21 oktober 1968) was een Oostenrijks tafeltennisspeelster. Ze werd zowel in Baden 1937 als Wembley 1938 wereldkampioene enkelspel, hoewel ze de eerste titel pas 64 jaar na dato officieel kreeg en die moest delen met medefinaliste Ruth Hughes Aarons. Hun eindstrijd werd oorspronkelijk gestaakt vanwege een overschrijding van de dat jaar ingestelde tijdregels en nooit uitgespeeld.

## Sportieve carrière
Pritzi werd in totaal vijf keer wereldkampioen. Behalve haar twee titels in het enkelspel, won ze in Caïro 1939 samen met de Duitse Hilde Bussmann het laatste toernooi in het damesdubbel, voor de Tweede Wereldoorlog verdere WK's zeven jaar verhinderde. Samen met de Hongaarse Gizella Farkas prolongeerde ze haar dubbeltitel toen de wereldkampioenschappen in 1947 hervat werden. Samen met Bussman won Pritzi in 1939 tevens de wereldtitel voor landenteams, omdat Duitsland en Oostenrijk op dat moment samen als één land golden.
Pritzi was twee keer verliezend finaliste op het WK. In 1939 verloor ze in de eindstrijd van het enkelspel haar titel aan de Tsjecho-Slowaakse Vlasta Depetrisová, die ze het jaar ervoor nog met zilver naar huis stuurde. Met de Oostenrijkse nationale ploeg kon ze in Wenen 1951 geen tweede gouden medaille halen in het landentoernooi. In de finale was Roemenië de betere.
Pritizi nam tussen 1936 en 1955 deel aan in totaal dertien edities van de wereldkampioenschappen. Alleen in de discipline gemengd dubbelspel won ze nooit de titel, noch het zilver. Halve finale-plaatsen in 1938 (met landgenoot Alfred Liebster) en 1939 (met Egyptenaar Mansour Helmy) waren wat dat betreft haar beste prestaties.
Pritzi speelde in competitieverband voor achtereenvolgens Verein Badner AC, vanaf 1936 voor Post SV Wien en met ingang van 1945 voor Austria Wien. Ze verdiende haar dagelijks brood als postbode.